# Beagle Bay (Kimberley)

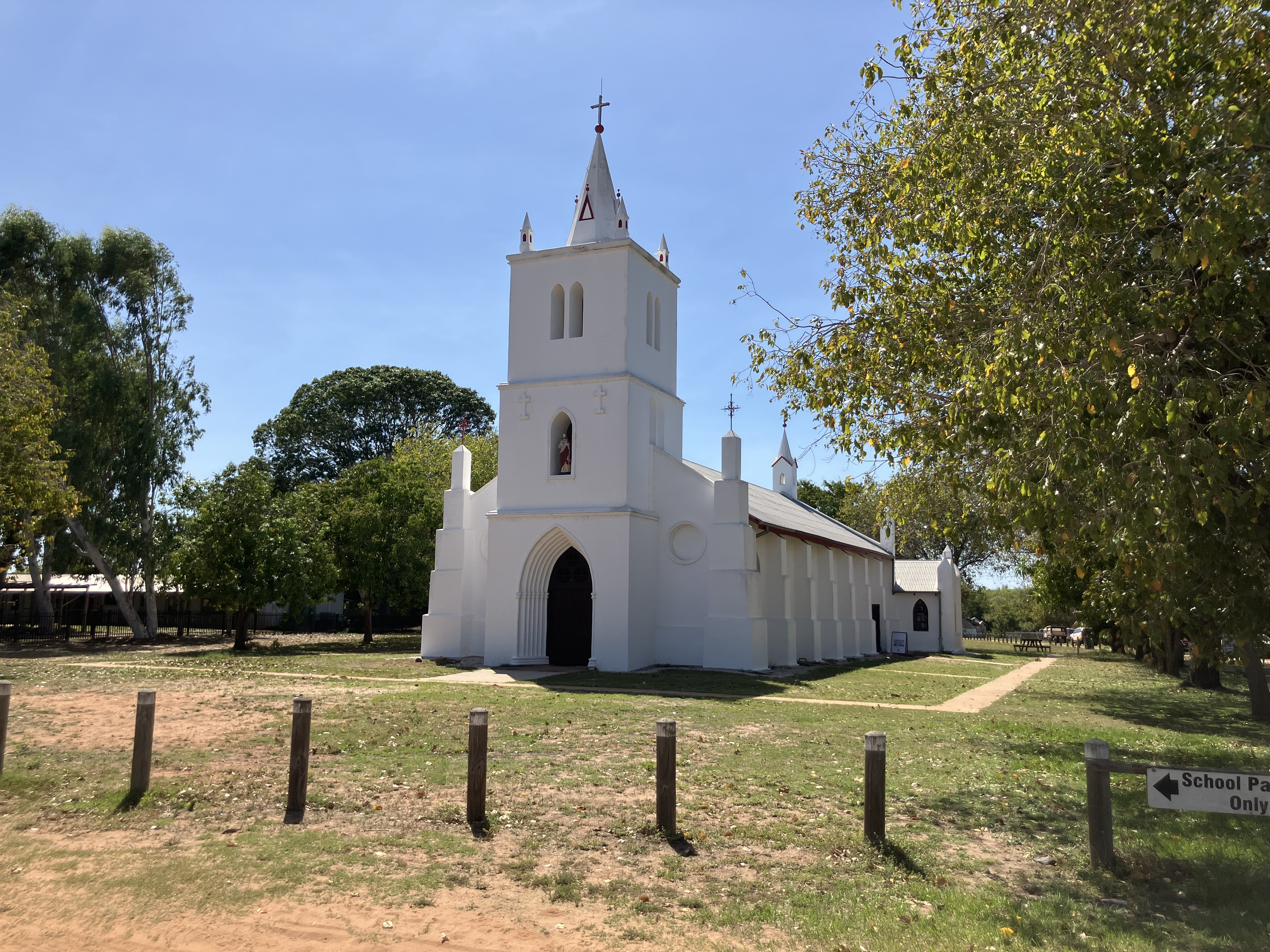
Kerk Beagle Bay

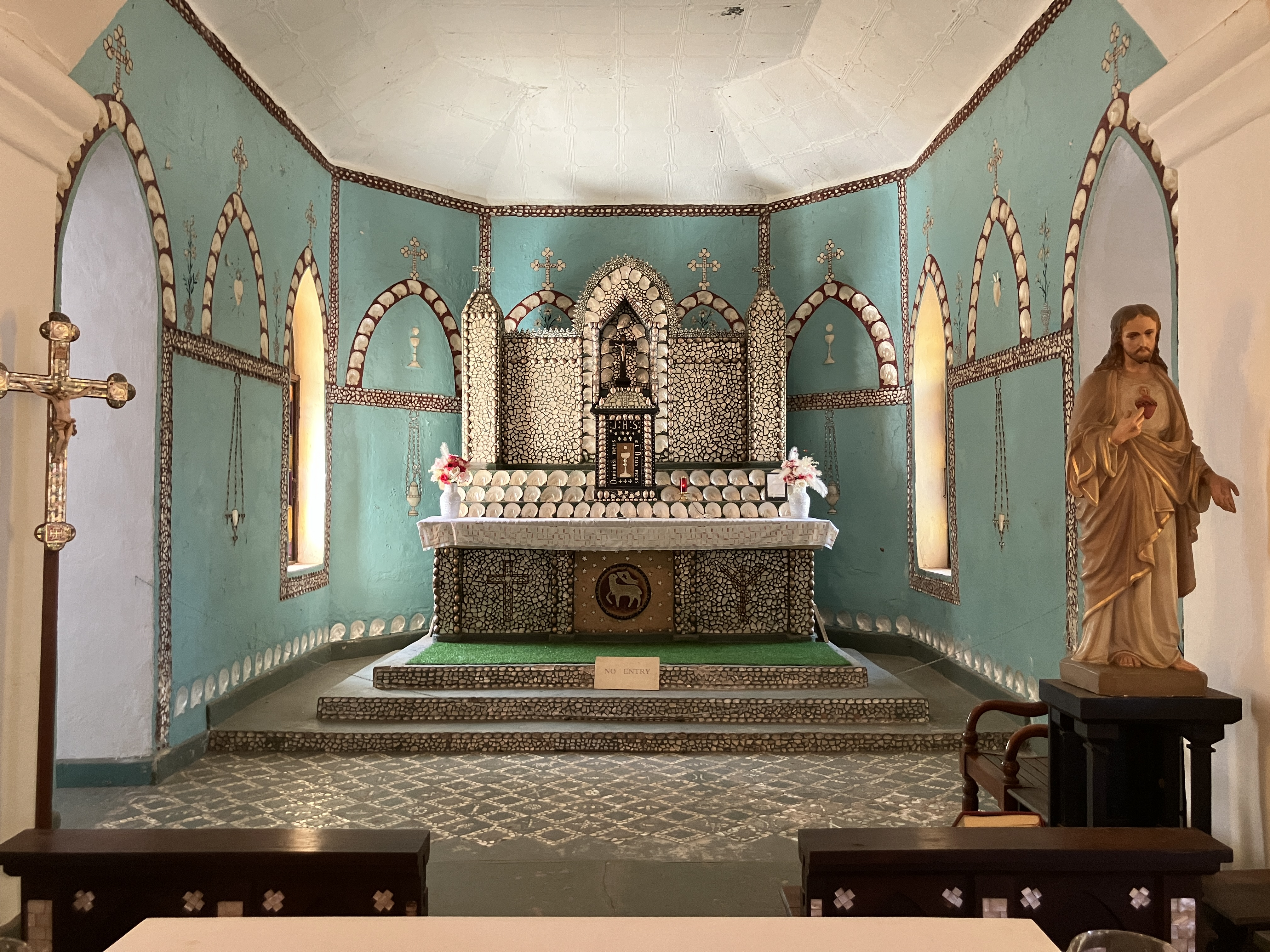
Altaar kerk Beagle Bay

Beagle Bay is een plaats in de regio Kimberley in West-Australië. De bevolking bestaat hoofdzakelijk uit de Beagle Bay-Aboriginesgemeenschap.

## Geschiedenis
Voor de Europese kolonisatie leefden de Nyul Nyul in het gebied. Zij noemden het 'Ngariun Burr' ("omgeven door waterbronnen"). In 1838, tijdens zijn verkenning van de Australische noordwestkust, vernoemde John Clements Wickham, kapitein van de HMS Beagle, de baai naar het schip waarmee Charles Darwin eerder de reis had gemaakt die tot de publicatie van The Voyage of the Beagle leidde.
In de jaren 1880 werden in de regio Kimberley massaal pastorale leases ontwikkeld. Er werden toen ook nieuwe parelbedden langs de kust ontdekt. Dit zette druk op de leefomgeving van de Aborigines en de West-Australische overheid nam in haar 'Constitution Act' van 1889 de bepaling op dat 1 % van het nationaal inkomen of minstens £ 5.000 naar de Aborigines diende te gaan. Premier John Forrest beloofde bisschop Matthew Gibney geld en grond voor de Aborigines. Twee gebieden, nabij Beagle Bay en Disaster Bay werden voor hen voorbehouden.
Franse trappisten startten een missie nabij Disaster Bay maar die mislukte waarna ze in 1890 nabij Beagle Bay nogmaals probeerden. Ze kwamen daar tot het besluit dat het kloosterleven niets voor de Aborigines was en Duitse pallottijnen en Ierse zusters van St John of God namen hun plaats in. Daisy Bates begon haar werk met de Aborigines in de Sacred Hart Mission in Beagle Bay.
Toen de Eerste Wereldoorlog uitbrak werden vele Duitse missionarissen in Beagle Bay geïnterneerd. Ze bouwden er een kerk, de 'Sacred Heart Church'. Toen de kerk in 1917 af was versierde een Duitse priester met een ploeg Aborigines het interieur en de voluten met parelmoer en de schelpen van Kauri en Olividae. De kerk werd in 1918 officieel ingewijd.
In het interbellum groeide de missie al werd ze in 1935 bijna weggeblazen door een tropische cycloon. In de missie werden kinderen van de gestolen generaties geplaatst. Bij aanvang van de Tweede Wereldoorlog werden de Duitse missionarissen opgepakt. Het aantal Aborigines in de missie verdubbelde tijdens de oorlog door het overbrengen van de Aborigines uit Broome. In 1957 werd de missie weer door een zware cycloon getroffen. De Pallotijnen bouwden in 1965 nog een nieuw klooster.
Vanaf de jaren 1980 streefde de federale Australische overheid ernaar de Aborigines zelfbestuur toe te kennen. De laatste pallotijnse priester verliet de gemeenschap in Beagle Bay in 2000. In 2001 stortte de toren van de kerk in. De toren werd heropgebouwd en in 2018 werd het honderdjarig bestaan van de kerk gevierd.

## Beschrijving
Beagle Bay maakt deel uit van het lokale bestuursgebied (LGA) Shire of Broome waarvan Broome de hoofdplaats is. Het ligt op het Dampier-schiereiland, 2.330 kilometer ten noordoosten van de West-Australische hoofdstad Perth, 1.145 kilometer ten westzuidwesten van Kununurra en 129 kilometer ten noordnoordoosten van Broome. De Great Northern Highway loopt langs het schiereiland.
In 2021 telde Beagle Bay 287 inwoners, tegenover 199 in 2006. Bijna 90 % van de inwoners is van inheemse afkomst. Beagle Bay heeft een medisch centrum en een katholieke school.
Ten zuiden van Beagle Bay ligt een startbaan: Beagle Bay Airport (IATA: BEE,ICAO: YBGB).

## Toerisme
De 'Sacred Heart Church', ook wel de 'Mother of Pearl Church' genoemd, is een toeristische bezienswaardigheid. Het hoofdaltaar en de twee zijaltaren zijn met schelpen bedekt. Een Duitse zuster schilderde na de Tweede Wereldoorlog de veertien staties van de kruisweg op aluminium panelen (vanwege het klimaat en witte mieren) die in de kerk hangen. Op de met schelpen omzoomde panelen kijken Aborigines naar het kruiswegverhaal. In het achtste paneel over de vernieling van Jeruzalem zijn de bombardementen op het Derde Rijk die de zuster meemaakte verwerkt.

## Klimaat
Beagle Bay kent een warm steppeklimaat, BSh volgens de klimaatclassificatie van Köppen. De gemiddelde jaarlijkse temperatuur bedraagt 27,4 °C en de gemiddelde jaarlijks neerslag 654 mm.